# 索尼α7R IV
索尼α7R IV (型号：ILCE-7RM4，简称A7R4）是一个由索尼制造全画幅无反光镜可换镜头相机。于2019年7月14日推出，为α7RIII的后续机种，搭载了索尼首款6100万像素全画幅传感器。

## 产品特性
- 6100万有效像素
- 15级动态范围表现
- 约10张/秒高速连拍
- 567个相位检测对焦点
- 约2620万像素APS-C裁切模式
- 像素偏移拍摄模式，移动传感器并连续拍摄16张，经合成后可以输出240MP照片
- 基于人工智能的实时追踪功能
- 实时眼部自动对焦，提升动物眼部的追踪表现
- 配备了Super Speed USB（USB 3.2 Gen 1）USB Type-C接口，支持更快的有线数据传输
- 支持FTP后台传输
- 约576万像素OLED电子取景器，支持60fps或120fps刷新率

- 支持在Super 35mm模式下以全像素读取无像素合并，超采样约6K分辨率像素的大量源信息并生成4K
- 支持HLG（Hybrid Log-Gamma）图像配置文件，支持即时HDR工作流程，可拍摄出宽动态范围的高精度鲜活视频，无需后期进行色彩渐变处理
- 采用了改进的快速混合自动对焦系统，在视频拍摄过程中能够实现更快、更平滑和更稳定的自动对焦
- Mi多接口热靴首次支持数字音频接口

## 圖庫

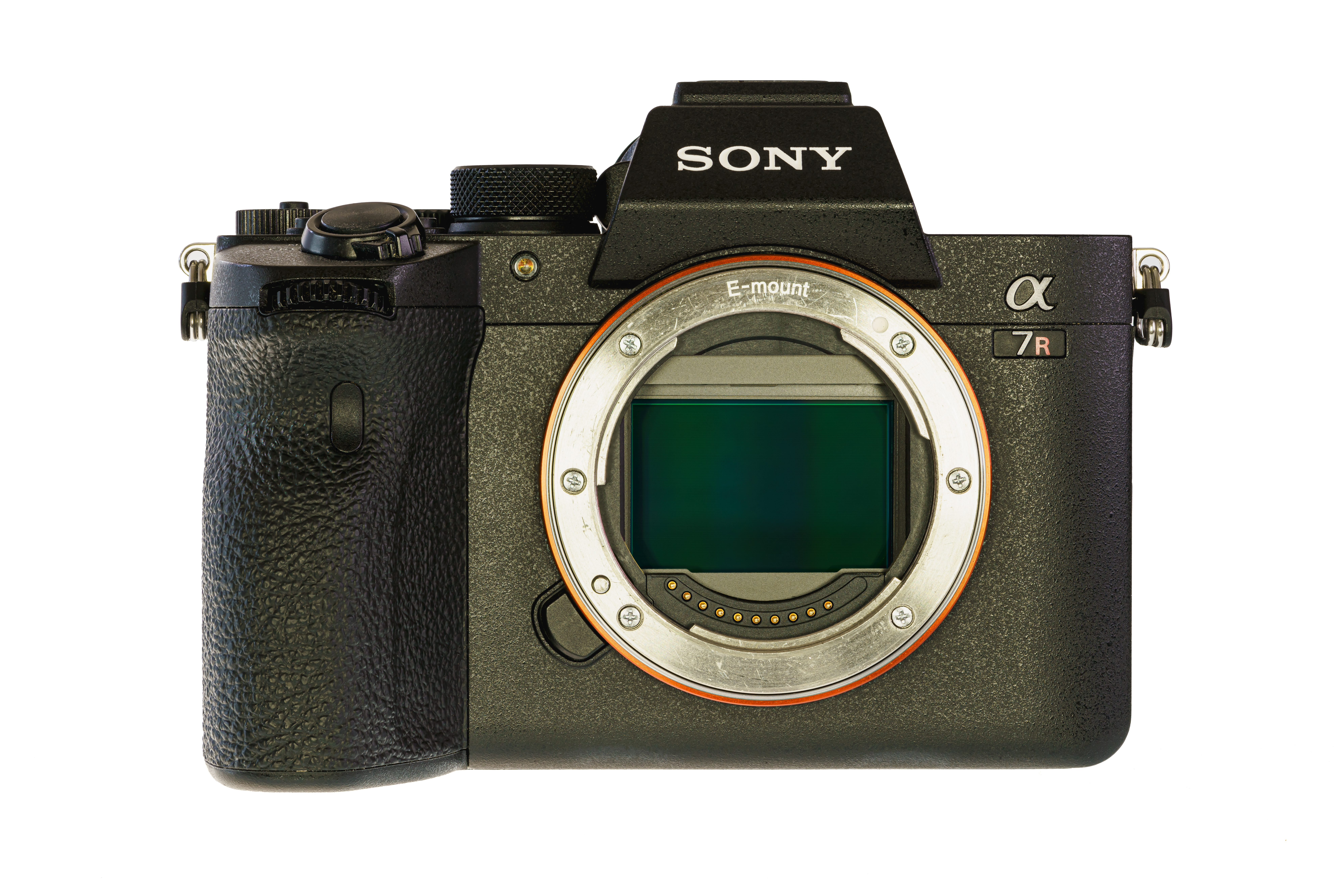
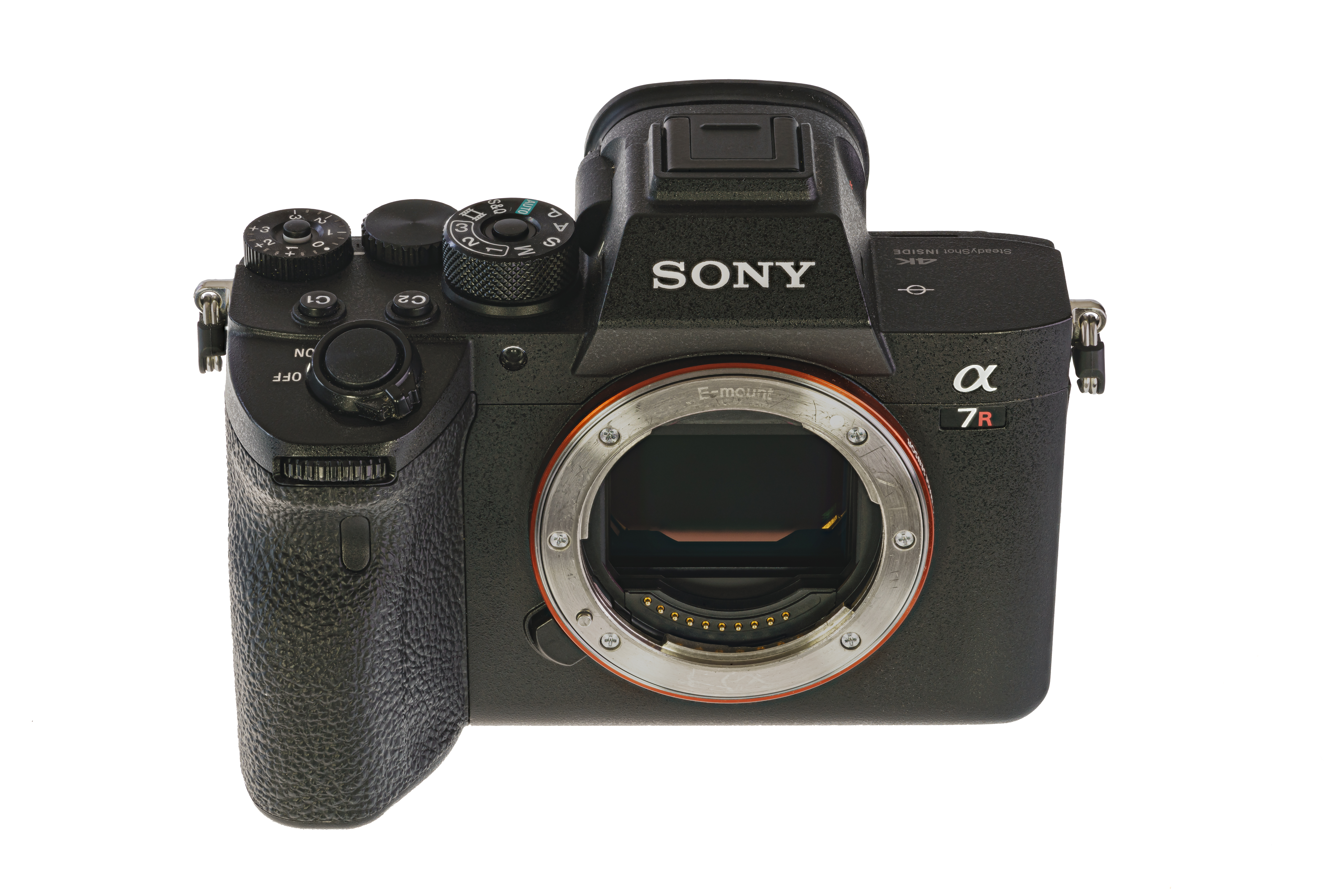
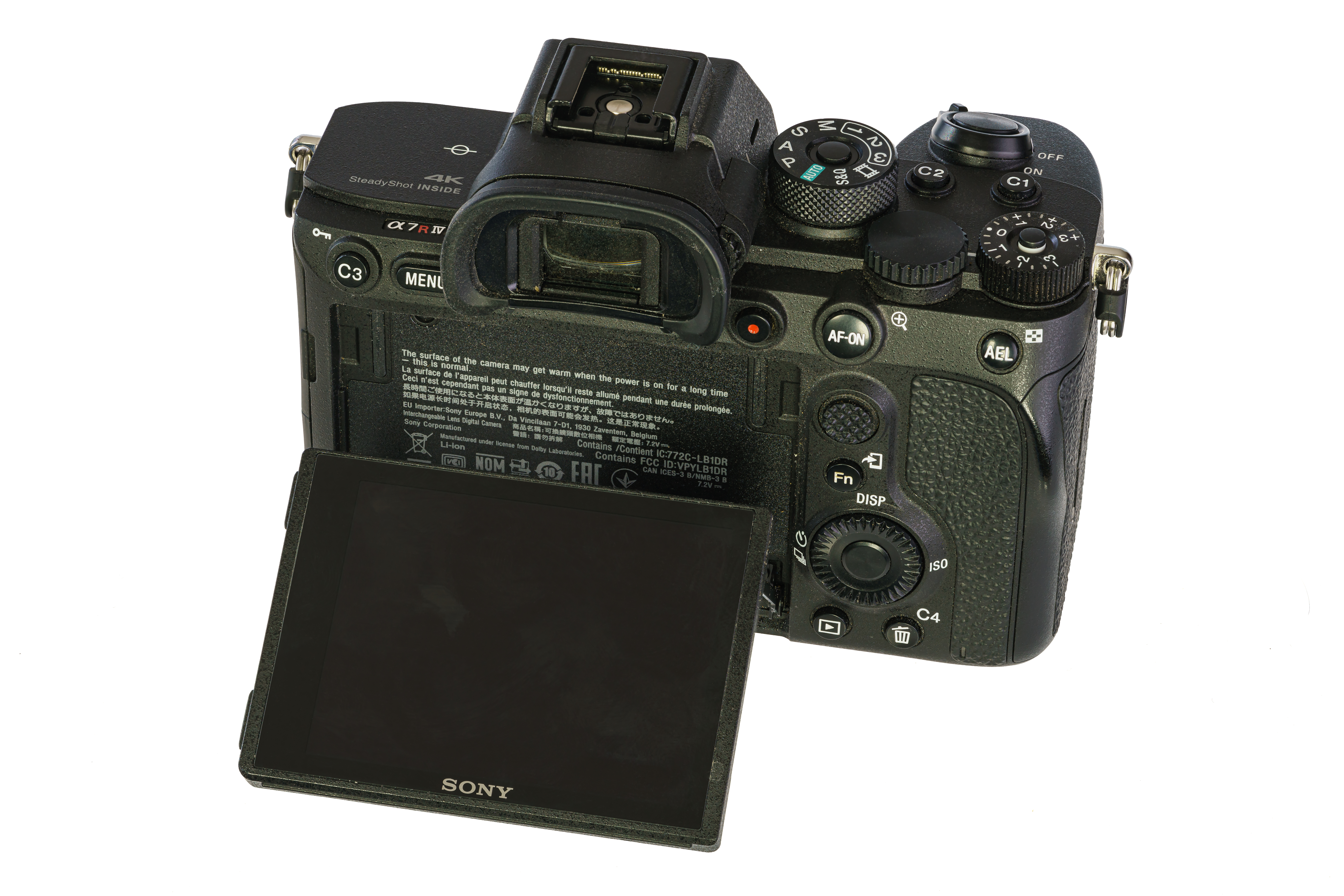
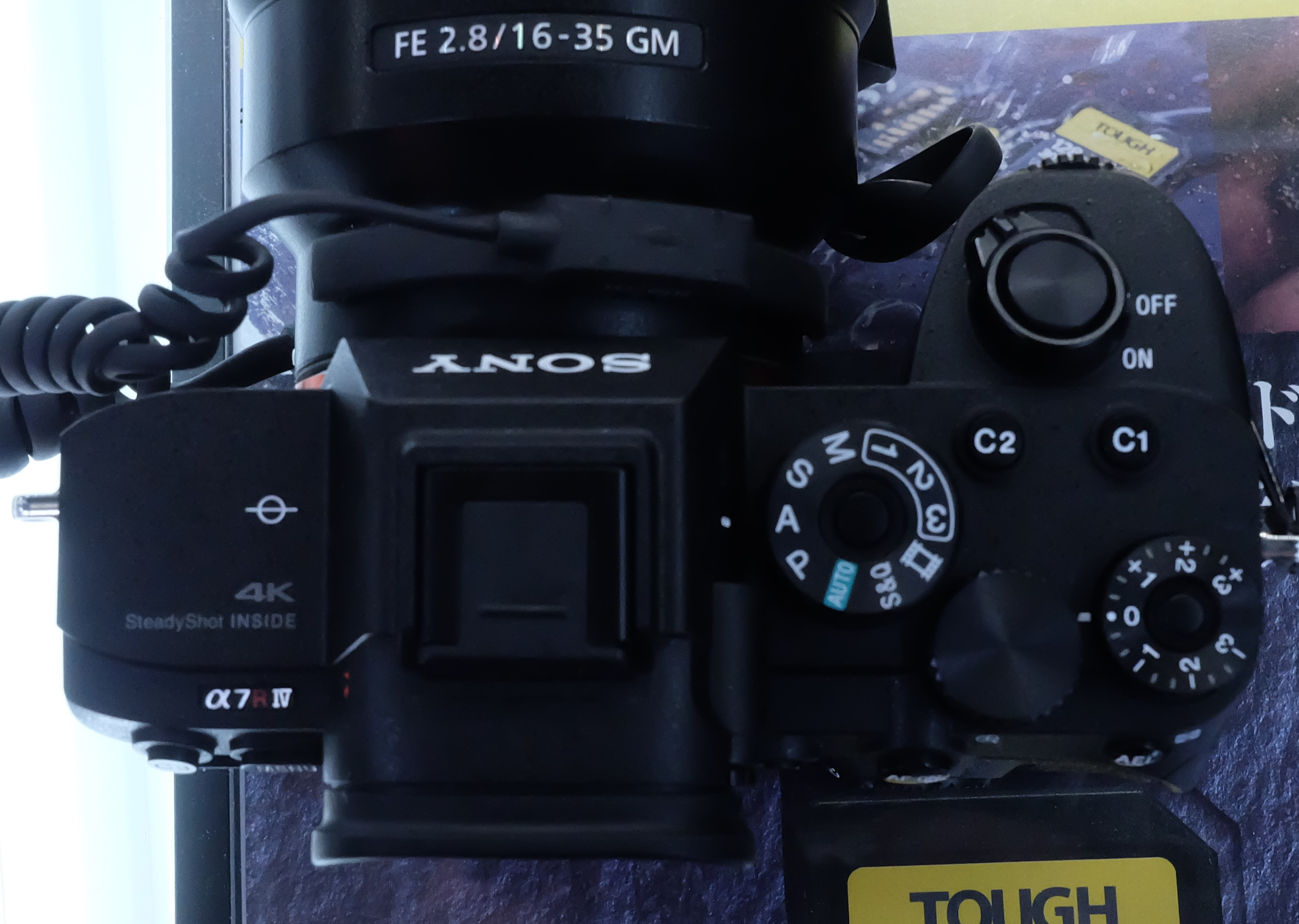

## 另見
- 索尼α9
- 索尼α7RIII
- 索尼α7III